# Coppa di Finlandia (calcio a 5)
La Coppa di Finlandia (in finlandese Suomen Cup) è una competizione calcettistica riservata a squadre maschili affiliate alla Federazione calcistica della Finlandia, ente organizzatore della manifestazione. È il secondo torneo di calcio a 5 per importanza in Finlandia dopo la massima divisione del campionato nazionale.

## Storia
Alla prima edizione, disputata tra il 2003 e il 2004, presero parte solamente le squadre iscritte ai primi due livelli del campionato nazionale. Già da quella successiva, tuttavia, la partecipazione fu estesa alle altre squadre, trasformando la competizione, di fatto, in una coppa di lega. Questa formula è stata mantenuta fino all'edizione 2015-2016 dopo la quale fu introdotto il meccanismo delle final four.

## Albo d'oro
- 2003-2004:  Kaarle (1)
- 2004-2005:  GFT Espoo (1)
- 2005-2006:  Ilves (1)
- 2006-2007:  GFT Espoo (2)
- 2007-2008:  Mad Max (1)
- 2009:  GFT Espoo (3)
- 2010:  Ilves (2)
- 2011:  Ilves (3)
- 2012-2013:  KaDy (1)
- 2013-2014:  GFT Espoo (4)

- 2014-2015:  Ilves (4)
- 2015-2016:  GFT Espoo (5)
- 2017:  SoVo (1)
- 2018:  KaDy (2)
- 2019:  Akaa (1)
- 2020:  Kemi (1)